# 누녜스 데 발보아역
누녜스 데 발보아 역(스페인어: Núñez de Balboa)은 마드리드 지하철의 환승역이다. 마드리드 지하철 5호선과 9호선이 지난다. 마드리드 살라망카 구의 카스테야나와 리스타 지역에 위치해 있다. 역명은 스페인의 탐험가 바스코 누녜스 데 발보아에서 따왔다. 요금구역상으로는 A구역에 속한다.

## 역사
1970년 2월 26일 5호선이 벨라스케스 역에서 이곳까지 연장 개통되고 3월 2일부터 일반영업에 들어갔다. 후안 브라보 거리에서 벨라스케스 거리, 누녜스 데 발보아 거리와 만나는 교차로 지하에 위치해 있다. 다만 이름과는 달리 누녜스 데 발보아 거리와는 조금 떨어져 있는 편이다.
1986년 2월 24일에는 9호선 승강장이 문을 열었다. 프린시페 데 베르가라 거리에서 마르케스 데 살라망카 광장, 후안 브라보 거리와 만나는 교차로 지점 지하에 위치해 있다. 5호선 승강장과 긴 환승통로로 이어지며 광장 쪽에 출구가 하나 있다.

## 환승 정보
역 주변에 시내버스 정류장이 다섯 곳 있다.
버스
- 시내버스
  - 1, 9, 19, 29, 51, 52, 74번 노선 (주간)
  - N2, N4번 노선 (야간)

지하철
| 디에고 데 레온 알라메다 데 오수나   | 마드리드 지하철 5호선 | 루벤 다리오 카사 데 캄포              |
| 아베니다 데 아메리카 파코 데 루시아 | 마드리드 지하철 9호선 | 프린시페 데 베르가라 아르간다 델 레이 |